# Evelyn Frechette
Mary Evelyn "Billie" Frechette (Neopit, Wisconsin, Estados Unidos, 15 de septiembre de 1907 - Shawano, Wisconsin, Estados Unidos, 13 de enero de 1969) fue una cantante, camarera, convicta y niñera estadounidense. Pertenecía al grupo étnico canadiense Métis y fue especialmente conocida por su relación personal con el ladrón de bancos John Dillinger a principios de 1930.
Frechette es conocida por haber estado involucrada con Dillinger durante unos seis meses, hasta la detención y encarcelamiento de este en 1934. Evelyn cumplió dos años de prisión en 1936 y después realizó una gira por Estados Unidos con la familia Dillinger durante cinco años con el espectáculo Crime Did Not Pay Show.  Posteriormente se casó y regresó a la Reserva Indígena Menominee, donde nació, para llevar una vida más tranquila hasta su muerte décadas después.

## Orígenes familiares y juventud
Frechette nació en la reserva india de Menominee. Ella misma describió a su madre (Labell María) como mitad india y mitad francesa y a su padre simplemente como francés. Su bisabuelo paterno fue Moisés Frechette, un comerciante de pieles nacido en Quebec, que se mudó a los Estados Unidos en 1850 y se convirtió en ciudadano estadounidense en Míchigan, viviendo en Menominee. En 2009, alrededor de 90 descendientes con el apellido Frechette viven allí. Su esposa, una de las bisabuelas de Evelyn, tenían padres con los nombres Mawsawquot y Poway. El antepasado inmigrante apellidado Frechette más antiguo de Norteamérica emigró de Francia a Quebec entre 1655 y 1680.
Los padres de Moisés Frechette fueron Charles y Ursule Frechette (Girouard).  Moisés nació en Quebec el 10 de diciembre de 1824. Se casó en Marie LeClair Nokishiki, y tuvieron 12 hijos. Años más tarde, su hijo Moisés Frechette Jr. (padre de Evelyn) y dos de sus hermanos continuaron viviendo en la Reserva Menominee.
El padre de Mary Frechette murió cuando ella tenía ocho años de edad. Para ayudar a su madre y el resto de su familia, Mary comenzó a trabajar como camarera desde muy joven.

## Matrimonio y familia
En el Condado de Cook de Illinois, los registros apuntan que Evelyn Freschette -sic- y "Sparks" (Walter Walter Welton Spark) -sic-, se casaron el 2 de agosto de 1932 en Chicago.  Spark fue condenado junto a otros dos delincuentes el 20 de julio de 1932 a una pena de 15 años de prisión en Leavenworth por tres cargos de robo en comercios de subestaciones postales.  Walter Spark y su socio Arthur Cherrington se casaron el mismo día.  Sus ceremonias matrimoniales se llevaron a cabo en la cárcel del Condado de Cook. Sparks y Cherrington ingresaron en Leavenworth el 13 de agosto de 1932.

## Implicación con John Dillinger
Evelyn conoció a John Dillinger en octubre de 1933 y comenzaron una relación sentimental. Fue detenida el 9 de abril de 1934 mientras se escondía en su apartamento de Saint Paul (Minnesota). Dillinger y un acompañante vieron la detención a una manzana de distancia, queriendo intervenir frente a los policías para rescatarla, pero pensó que moriría en el intento.
Después trabajó durante dos años en la granja del correccional federal de Milán en Míchigan por violar la Ley Federal de albergar imputados. Cumplió condena en 1936.

## Vida posterior y muerte
Después de viajar en su gira Crime Did Not Pay Show, regresó a la Reserva Menominee, donde tuvo dos matrimonios posteriores. Murió de cáncer el 13 de enero de 1969, a los 61 años en Shawano, Wisconsin y está enterrada en el cementerio de Woodlawn junto a su tercer marido, Arthur Tic.

## Cine
- En la película Dillinger (1973), Michelle Phillips -actriz y cantante del grupo The Mamas & the Papas- interpretó el papel de Evelyn.
- En la película Dillinger (1991), Sherilyn Fenn interpretó a Evelyn.
- En la película Enemigos públicos - Public Enemies (2009), Marion Cotillard realizó la interpretación de Evelyn.

- Datos: Q529102
- Multimedia: Evelyn Frechette / Q529102